# Grzebacznik
Grzebacznik (Cremnomys) – rodzaj ssaków z podrodziny myszy (Murinae) w obrębie rodziny myszowatych (Muridae).

## Zasięg występowania
Rodzaj obejmuje gatunki występujące endemicznie w Indiach.

## Morfologia
Długość ciała (bez ogona) 104–149 mm, długość ogona 120–196 mm, długość ucha 21–22 mm, długość tylnej stopy 23–32 mm; brak szczegółowych danych dotyczących masy ciała.

## Systematyka
Rodzaj zdefiniował w 1912 roku indyjski teriolog i entomolog Robert Charles Wroughton w artykule zatytułowanym Kilka nowych indyjskich gryzoni, opublikowanym w czasopiśmie „The Journal of the Bombay Natural History Society”. Gatunkiem typowym jest (oryginalne oznaczenie) grzebacznik indyjski (C. cutchicus). 

### Etymologia
Cremnomys: gr. κρεμνος kremnos ‘skalista skarpa, strome miejsce, przepaść’; μυς mus, μυος muos ‘mysz’.

### Podział systematyczny
Gryzonie z tego rodzaju są znane z zapisu kopalnego od pliocenu; w plejstocenie ich zasięg mógł być większy i obejmować południową Chińską Republikę Ludową, na co wskazują znalezione tam trzonowce należące do gryzonia prawdopodobnie z tego rodzaju. Do rodzaju należą następujące gatunki:
| Grafika | Gatunek             | Autor i rok opisu | Nazwa zwyczajowa     | Podgatunki         | Rozmieszczenie geograficzne                                                                                                 | Podstawowe wymiary                              | Status IUCN |
| ------- | ------------------- | ----------------- | -------------------- | ------------------ | --- | ----------------------------------------------- | ----------- |
|         | Cremnomys cutchicus | Wroughton, 1912   | grzebacznik indyjski | gatunek monotypowy | Radżastan, Gudźarat, Telangana, Andhra Pradesh, Karnataka, Tamilnadu, Bihar i Jharkhand; zakres wysokości: do 1500 m n.p.m. | DC: 10,4–14,9 cm DO: 12–17,4 cm MC: brak danych | LC          |
|         | Cremnomys elvira    | (Ellerman, 1947)  | grzebacznik duży     | gatunek monotypowy | znany tylko z Kurumbapatti (dystrykt Salem, Ghaty Wschodnie, Tamilnadu); zakres wysokości: 150–250 m n.p.m.                 | DC: 12,6–14,9 cm DO: 18–19,6 cm MC: brak danych | CR          |

Kategorie IUCN:  LC  – gatunek najmniejszej troski,  CR  – gatunek krytycznie zagrożony.